# Quốc kỳ Úc
Quốc kỳ Úc (tiếng Anh: Flag of Australia) có một nền màu lam với Quốc kỳ Anh Quốc tại góc kéo cờ trên, và một sao bảy cánh lớn được gọi là sao Thịnh vượng chung tại góc kéo cờ dưới. Phần bay gồm biểu trưng của chòm sao Nam Thập Tự, gồm 5 sao trắng – một sao nhỏ 5 cánh và 4 sao lớn 7 cánh.
Thiết kế nguyên bản của quốc kỳ (với một sao Thịnh vượng chung sáu cánh) được chọn vào năm 1901 từ các mẫu tham dự một cuộc thi được tổ chức sau Liên bang hóa, và được treo đầu tiên tại Melbourne vào ngày 3 tháng 9 năm 1901; ngày này được tuyên bố là Ngày Quốc kỳ Úc. Một thiết kế có chút khác biệt được Quốc vương Edward VII phê chuẩn vào năm 1902. Phiên bản sao Thịnh vượng chung 7 cánh được khởi đầu theo một tuyên bố vào ngày 23 tháng 1 năm 1908. Kích thước được chính thức đăng trên công báo vào năm 1934, và đến năm 1954 thì hiệu kỳ này được công nhận, và được định nghĩa pháp lý là "Quốc kỳ Úc".

## Thiết kế
Quốc kỳ Úc sử dụng ba biểu tượng nổi bật: Hiệu kỳ Liên minh, sao Thịnh vượng chung (cũng gọi là sao Liên bang) và Nam Thập Tự.
Khi được sử dụng làm quốc kỳ của Vương quốc Liên hiệp Anh và Bắc Ireland, bản thân Hiệu kỳ Liên minh gồm ba chữ thập huy hiệu học đại diện cho các quốc gia cấu thành của Anh Quốc:
- Chữ Thập Thánh George màu đỏ của Anh
- Chữ Thập chéo Thánh Andrew màu trắng của Scotland
- Chữ Thập chéo Thánh Patrick màu đỏ của Ireland

Tại Úc, Hiệu kỳ Liên minh tượng trưng hóa cho lịch sử quốc gia này là sáu thuộc địa và các nguyên tắc mà Liên bang dựa trên, song một quan điểm có tính chất lịch sử hơn thì cho rằng việc có hình tượng này trong thiết kế là để biểu thị lòng trung thành với Đế quốc Anh.
Sao Thịnh vượng chung nguyên chỉ có sáu cánh, đại diện cho sáu thuộc địa tham gia liên bang hóa. Tuy nhiên, cải biến xảy ra vào năm 1908 khi một cánh thứ bảy được thêm vào để tượng trưng cho Lãnh thổ Papua và bất kỳ lãnh thổ nào trong tương lai. Lý do căn bản khác của việc cải biến là để hợp với sao được sử dụng trong Quốc huy- được tạo thành cùng năm. Sao này cũng được gọi là Sao Liên bang. Về chính thức, sao Thịnh vượng chung không có bất kỳ liên hệ gì đến hệ thống sao Beta Centauri, bất chấp vị trí của sao trên bầu trời và độ sáng của nó; tuy nhiên phiên bản năm 1870 của hiệu kỳ Nam Úc thể hiện các sao chỉ Alpha và Beta Centauri.
Nam Thập Tự là một trong các chòm sao đặc biệt nhất có thể trông thấy tại Nam Bán cầu, và được sử dụng để biểu thị cho Úc từ những ngày đầu người Anh đến định cư. Một trong những người thiết kế quốc kỳ Úc là Ivor Evans định dùng Nam Thập Tự để ám chỉ bốn đức tính được Dante Alighieri quy cho bốn sao: công chính, cẩn thận, tiết chế và kiên nhẫn. Số cánh của các sao của Nam Thập Tự trên quốc kỳ Úc ngày nay khác biệt so với phiên bản thiết kế dự thi nguyên bản, khi đó mỗi sao có từ năm đến chín cánh, tượng trưng cho độ sáng tương đối của chúng trên bầu trời ban đêm. Các sao được đặt tên theo năm chữ cái trong bảng chữ cái Hy Lạp, theo thứ tự giảm dần độ sáng trên bầu trời. Nhằm giản đơn hóa việc chế tạo, Bộ Hải quân Anh tiêu chuẩn hóa mỗi một trong bốn sao lớn có bảy cánh, sao nhỏ gần trung tâm hơn có năm cánh. Cải biến này chính thức được đăng trong công báo vào ngày 23 tháng 2 năm 1903.
Một bản ghi chi tiết kỹ thuật đầy đủ của thiết kế hiện nay được công bố trong Commonwealth Gazette vào năm 1934.

## Dựng hình

Bản dựng hình Quốc kỳ Úc. Chiều dài của Quốc kỳ gấp đôi chiều rộng.

Theo Đạo luật các Hiệu kỳ, Quốc kỳ Úc cần phải đáp ứng các dặc điểm kỹ thuật sau:
1. Hiệu kỳ Liên minh chiếm góc phía trên sát cột treo;[16]
2. Một sao trắng bảy cánh lớn (sáu cánh đại diện cho sáu bang của Úc và một sao đại diện cho các lãnh thổ) tại trung tâm của góc dưới sát cột treo và chỉ thẳng vào trung tâm của Chữ Thập Thánh George tại Hiệu kỳ Liên minh;[16]
3. 5 sao trắng (tượng trưng cho Nam Thập Tự) tại nửa bay của cờ ở phía xa cột.[16]

Vị trí các sao như sau (khoảng cách dưới đây là khoảng cách chiều rộng):
- Sao Thịnh vượng chung – sao 7 cánh, trung tâm của góc kéo dưới.[16]
- Alpha Crucis – sao 7 cánh, nằm thẳng bên dưới của trung tâm nửa bay, cách rìa dưới 1/6.[16]
- Beta Crucis – sao 7 cánh, nằm cách 1/4 về bên trái, cách 1/16 về bên trên trung tâm nửa bay.[16]
- Gamma Crucis – sao 7 cánh, nằm thẳng bên trên của trung tâm nửa bay, cách rìa trên 1/6.[16]
- Delta Crucis – sao 7 cánh, nằm cách 2/9 về bên phải, cách 31/240 về bên trên trung tâm nửa bay.[16]
- Epsilon Crucis – sao 5 cánh, nằm cách 1/10 về bên phải, cách 1/24 về phía dưới trung tâm nửa bay.[16]

Đường kính vòng tròn ngoài của sao Thịnh vượng chung là 3/10 chiều rộng, đường kính của bốn sao lớn của Nam Thập Tự là 1/7 chiều rộng, còn Epsilon là 1/12. Đường kính vòng tròn trong bằng 4/9 của vòng tròn ngoài. Chiều rộng của cờ là kích thước viền kéo.

## Màu sắc

Quốc kỳ sử dụng mô hình màu gốc (có sắc độ khác với quốc kỳ chuẩn ở đầu bài viết)

Sắc độ của quốc kỳ không được định rõ trong Đạo luật các Hiệu kỳ, song Ban Trao tưởng và Văn hóa của Bộ Thủ tướng và Nội các Úc nêu các đặc điểm trong Pantone. Style Manual for Authors, Editors and Printers của Chính phủ Úc cũng nêu các đặc điểm trong CMYK và RGB để miêu tả quốc kỳ trong in ấn và dựng phim, tương ứng.
| Mô hình             | Lam                | Đỏ                  | Trắng                 | Nguồn         |
| ------------------- | ------------------ | ------------------- | --------------------- | ------------- |
| Pantone             | 280 C              | 185 C               | Safe                  | [ 17 ] [ 19 ] |
| RGB (thập lục phân) | 0–43–127 (#002B7F) | 232–17–45 (#E8112D) | 255–255–255 (#FFFFFF) | [ 18 ]        |
| CMYK                | 100%–80%–0%–0%     | 0%–100%–100%–0%     | 0%–0%–0%–0%           | [ 18 ]        |

## Lễ nghi
Các hướng dẫn về treo cờ được chế định trong Đạo luật các Hiệu kỳ 1953 và trong một sách nhỏ mang tên "The Australian National Flag" do Chính phủ Úc phát hành. Hướng dẫn ghi rằng Quốc kỳ Úc được phép treo vào bất kỳ ngày này trong năm, và rằng nó cần phải được đối xử theo cách thức tôn trọng và tôn nghiêm. Quốc kỳ cần phải luôn được tung bay tại một vị trí thượng so với bất kỳ hiệu kỳ nào khác khi treo tại Úc hoặc trên lãnh thổ Úc, và nó cần phải luôn được treo ở trên cao và để tự do. Quốc kỳ cần phải được treo tại tất cả các tòa nhà chính phủ và được trưng tại các điểm bỏ phiếu khi diễn ra một tuyển cử hoặc trưng cầu dân ý toàn quốc. Du thuyền tư nhân có thể treo Hồng thuyền kỳ hoặc Quốc kỳ Úc. Lam thuyền kỳ Anh Quốc có thể được treo trên một tàu thuộc sở hữu của Úc thay vì Quốc kỳ Úc nếu người sở hữu có một giấy chứng nhận hợp lệ theo pháp luật Anh.
Bộ Thủ tướng và Nội các Úc cũng khuyến cáo rằng chỉ nên treo cờ vào ban ngày, trừ khi nó được chiếu sáng. Hai cờ không nên được treo trên cùng một cột. Quốc kỳ không được trưng bày ngược trong bất kỳ trường hợp nào, thậm chí là để biểu thị một hoàn cảnh hiểm nguy. Không đặt hoặc để rơi quốc kỳ xuống đất, và cũng không nên được sử dụng để phủ một đồ vật chuẩn bị cho một lễ khánh thành, hoặc để che các vật thể khác. Các lá cờ đã mục hoặc phai thì không nên được sử dụng.
Theo một văn kiện của chính phủ, các lá cờ cũ hoặc mục nên được xử lý một cách riêng tư "theo một cách thức trang nghiêm"; một phương thức được đưa ra làm ví dụ là cắt lá cờ thành nhiều mảnh trước khi để vào chỗ rác.

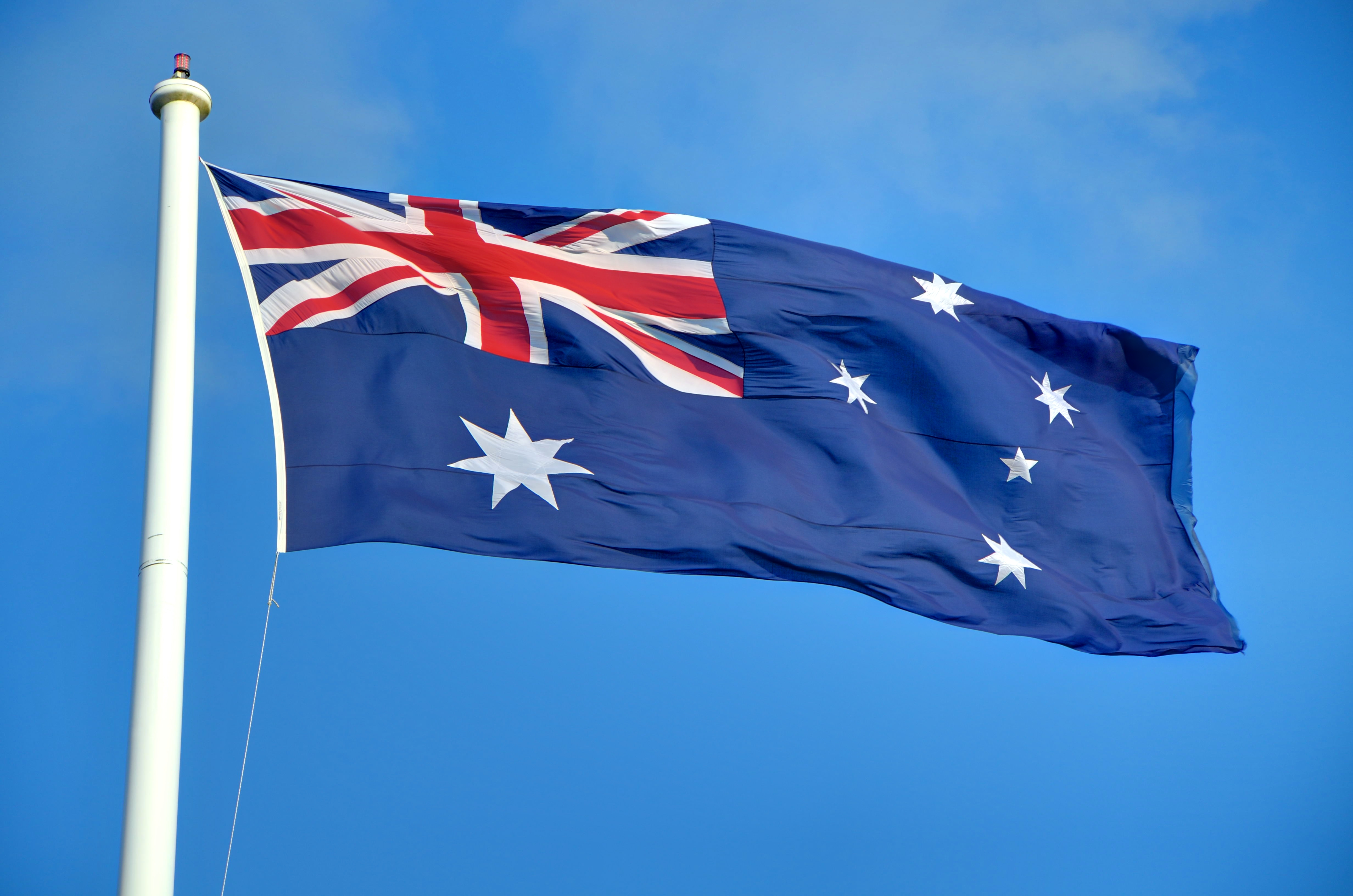
Quốc kỳ bay tại Toowoomba, Queensland.

Khi cờ được treo rủ, nó cần phải nhận biết được là treo rủ, ví dụ một phần ba ở phía dưới từ đỉnh cột. Quốc kỳ Úc không bao giờ được treo rủ vào ban đêm. Các Quốc kỳ được treo rủ tại các toà nhà chính phủ khi:
- Quân chủ từ trần - từ khi công bố cho đến hết tang lễ. Vào ngày công bố tân quân chủ nhậm chức, theo lệ thường sẽ kéo cờ đến đỉnh từ 11 giờ.
- Một thành viên vương thất từ trần.
- Toàn quyền hay cựu Toàn quyền từ trần.
- Một công dân Úc ưu tú từ trần. Các quốc kỳ tại địa phương bất kỳ có thể treo rủ khi một công dân ưu tú của địa phương từ trần vào ngày, hoặc một thời gian trong ngày tổ chức tang lễ.
- Nguyên thủ một quốc gia khác mà Úc có quan hệ ngoại giao, quốc kỳ sẽ được treo rủ vào ngày tổ chức tang lễ.
- Vào ngày ANZAC, quốc kỳ được treo rủ cho đến trưa.
- Vào ngày Hồi tưởng, các quốc kỳ được treo tại đỉnh cho đến 10:30 giờ, treo rủ từ 10:30 đến 11:03 giờ, sau đó treo tại đỉnh trong thời gian còn lại trong ngày.[25]

Quốc kỳ Úc có thể được sử dụng cho các mục đích thương nghiệp và quảng cáo mà không cần cấp phép chính thức miễn là nó được sử dụng một cách trang nghiêm và được mô phỏng đầy đủ, chính xác; nó không nên bị in đè lên bằng chữ hoặc minh họa, nó không nên bị các vật thể khác che khi trưng bày, và tất cả các bộ phận tượng trưng của quốc kỳ nên nhận biết được. Nó cũng cần phải nằm ở đầu tiên (thường là bên trái) khi hơn một hiệu kỳ được sử dụng.
Tồn tại một số nỗ lực nhằm biến việc mạo phạm quốc kỳ Úc thành một tội. Năm 1953, khi tranh luận về Đạo luật các Hiệu kỳ, nhà lãnh đạo đối lập Arthur Calwell yêu cầu bất thành về việc thêm các điều khoản vào dự luật để hình sự hóa việc mạo phạm. Michael Cobb đưa các dự luật cá nhân vào năm 1989, 1990, 1991 và 1992 để cấm chỉ mạo phạm, song đều mất hiệu lực. Năm 2002, nhà lãnh đạo của Đảng Quốc gia là John Anderson đề xuất khởi đầu các luật cấm chỉ mạo phạm quốc kỳ Úc, một lời kêu gọi thu hút sự ủng hộ từ một số nghị viên. Tuy nhiên, Thủ tướng John Howard bác bỏ lời kêu gọi.

## Lịch sử
Trước năm 1901, trên lãnh thổ Úc hiện nay có sáu thuộc địa riêng biệt của Anh. Hiệu kỳ Liên minh là quốc kỳ của Đế quốc Anh, được sử dụng lần đầu trên đất Úc vào ngày 29 tháng 4 năm 1770 khi James Cook đổ bộ tại vịnh Botany, và nó lại được sử dụng khi người châu Âu bắt đầu định cư tại đây vào ngày 26 tháng 1 năm 1788. Đây là Hiệu kỳ Liên hiệp nguyên bản được khởi đầu vào năm 1606, không bao gồm Dấu chéo Thánh Patrick của Ireland. Phiên bản thứ nhì của Hiệu kỳ Liên minh được mô tả trên quốc kỳ Úc. Nó thường được sử dụng để đại diện cho tập thể các thuộc địa, và mỗi thuộc địa cũng có hiệu kỳ riêng dựa trên Hiệu kỳ Liên minh. Khí một ý thức quốc gia Úc bắt đầu xuất hiện, một số phong trào hiệu kỳ được hình thành và các hiệu kỳ mới phi chính thức được sử dụng phổ biến. Hai nỗ lực được tiến hành trong suốt thế kỷ 19 để thiết kế một quốc kỳ mới. Nỗ lực đầu tiên là Hiệu kỳ Thuộc địa được tạo vào năm 1823–1824 bởi John Nicholson và John Bingle. Hiệu kỳ này gồm một chữ thập đỏ trên một nền trắng, với một sao tám cánh tại mỗi chân của chữ thập, trong khi thiết kế Hiệu kỳ Liên minh đặt tại góc trên bên trái. Hiệu kỳ phổ biến nhất trong giai đoạn là Hiệu kỳ Liên bang 1831, cũng do Nicholson thiết kế. Hiệu kỳ này tương tự như Hiệu kỳ Thuộc địa, ngoại trừ chữ thập có màu lam thay vì biểu thị như chữ thập Thánh George. Mặc dù hiệu kỳ do Nicholson thiết kế vào năm 1831, song nó không trở nên phổ biến rộng rãi cho đến phần sau của thế kỷ, khi những kêu gọi về liên bang hóa bắt đầu phát triển nhiệt liệt hơn. Các hiệu kỳ này, cùng với những hiệu kỳ khác như Hiệu kỳ Eureka, mang các sao tượng trưng cho Nam Thập Tự. Hiệu kỳ cổ nhất được biết đến thể hiện các sao được sắp xếp như chúng ta nhìn thấy trên bầu trời là Hiệu kỳ Liên minh chống Đày ải, nó tương tự như thiết kế Quốc kỳ hiện nay. Các khác biệt là không có sao Thịnh vượng chung, trong khi các thành phần của Nam Thập Tự được miêu tả có tám cánh và có màu vàng. Hiệu kỳ này chỉ được sử dụng trong một thời gian ngắn, do hai năm sau khi Liên minh thành lập vào năm 1851, các nhà cầm quyền thuộc địa quyết định kết thúc tiếp nhận tù nhân, do đó Liên minh ngừng các hoạt động của mình. Hiệu kỳ Eureka thường được nhìn nhận là hiệu kỳ "Úc" đầu tiên do là một ví dụ nổi bật đầu tiên về một thiết kế có Nam Thập Tự trong khi không có Hiệu kỳ Liên minh. Hiệu kỳ sông Murray trở nên phổ biến từ thập niên 1850, vẫn được sử dụng phổ biến trên các tàu đi trên đường thủy nội địa chính của Úc, có bốn dải lam và trắng xen kẽ biểu thị cho bốn sông chính chảy vào sông Murray.
|                   |                      |                |                                |                                 |
| Hiệu kỳ Thuộc địa | Hiệu kỳ Liên bang Úc | Hiệu kỳ Eureka | Hiệu kỳ Liên minh chống Đày ải | Hiệu kỳ sông Murray (thượng du) |

### Cuộc thi thiết kế Quốc kỳ 1901

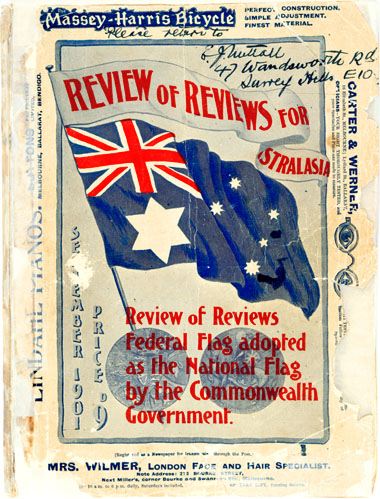
Phiên bản Review of Reviews.

Khi Liên bang hóa tới gần, người ta bắt đầu nghĩ đến một hiệu kỳ liên bang chính thức. Năm 1900, Melbourne Herald tổ chức một cuộc thi thiết kế, với yêu cầu bao gồm Hiệu kỳ Liên minh và Nam Thập Tự, kết quả là một hiệu kỳ kiểu Thuyền kỳ Anh. Cuộc thi do Review of Reviews for Australasia tại Melbourne tổ chức, sau đó họ nghĩ rằng một hạn chế dường như là không thận trọng, mặc dù nhận xét rằng một thiết kế không có các biểu tượng này khó mà chiến thắng. Tuy nhiên, họ vẫn đề nghị tác phẩm dự thi phải bao gồm hai yếu tố trong thiết kế. Sau khi Liên bang hóa vào ngày 1 tháng 1 năm 1901 và sau khi nhận được một yêu cầu từ Chính phủ Anh về thiết kế một hiệu kỳ mới, Chính phủ Thịnh vượng chung tổ chức một cuộc thi chính thức về hiệu kỳ liên bang mới trong tháng 4. Cuộc thi thu hút 32.823 tác phẩm, trong đó có những tác phẩm từng gửi đến Review of Reviews. Một trong số tác phẩm dự thi là của một thống đốc giấu tên của một thuộc địa. Hai cuộc thi được hợp nhất sau khi Review of Reviews chấp thuận. Giải thưởng của hai cuộc thi được hợp nhất và có thêm tiền quyên góp của Công ty Thuốc lá Havelock. Mỗi người dự thi được yêu cầu trình hai phác họa có màu, một hồng thuyền kỳ cho sử dụng dịch vụ thương nghiệp và công cộng, và một lam thuyền kỳ sử dụng cho hải quân và chính quyền. Các thiết kế được đánh giá theo bảy tiêu chuẩn: lòng trung thành với Đế quốc, Liên bang, lịch sử, huy hiệu học, tính độc đáo, tính tiện ích và chi phí sản xuất. Phần lớn các thiết kế có Hiệu kỳ Liên minh và Nam Thập Tự, song các động vật bản địa cũng xuất hiện phổ biến, bao gồm một thiết kế mô tả các động vật bản địa chơi cricket. Các tác phẩm được trưng bày tại Tòa nhà Trưng bày Vương thất tại Melbourne và các giám khảo dành sáu ngày để cân nhắc trước khi đi đến quyết định của họ. Năm thiết kế gần như đồng nhất được lựa chọn làm thiết kế chiến thắng, và các nhà thiết kế chia sẻ giải thưởng £200. Họ là Ivor Evans từ Melbourne; Leslie John Hawkins từ Sydney; Egbert John Nuttall từ Melbourne; Annie Dorrington từ Perth; và William Stevens từ Auckland, New Zealand. Năm người chiến thắng mỗi người nhận được £40. Sự khác biệt với quốc kỳ hiện hành là sao Thịnh vượng chung sáu cánh, trong khi các sao thành phần của Nam Thập Tự có khác biệt về số cánh, có nhiều cánh hơn nếu sao đó sáng hơn trong thực tế. Điều này khiến năm sao lần lượt có 9, 8, 7, 6, 5 cánh.
Tiếp nhận ban đầu của hiệu kỳ là khác nhau. Tạp chí theo chủ nghĩa cộng hòa The Bulletin bình luận:"một sự nhại lại cũ rích của quốc kỳ Anh, không có tính nghệ thuật, không có ý nghĩa quốc gia.
|                                                 |                                        |                                             |
| Thiết kế giành chiến thắng của Melbourne Herald | Phiên bản lam của thiết kế chiến thắng | Thiết kế do Quốc vương Edward VII phê chuẩn |

Do thiết kế về cơ bản là hiệu kỳ Victoria với thêm một sao, có nhiều chỉ trích trong cả chính phủ Liên bang và chính phủ New South Wales phản đối hiệu kỳ được chọn vì nó "Victoria quá mức". Họ muốn Hiệu kỳ Liên bang Úc, và Thủ tướng Barton, người vốn đề xướng Hiệu kỳ Liên bang, trình hiệu kỳ này cùng với lựa chọn của các giám khảo cho Bộ Hải quân Anh để phê chuẩn cuối cùng. Bộ Hải quân chọn Hồng thuyền kỳ cho các tàu tư nhân và Lam thuyền kỳ cho các tàu công vụ. Chính phủ Barton xem cả hai Lam và Hồng thuyền kỳ là các hiệu kỳ hàng hải thuộc địa và "miễn cưỡng" chấp thuận chỉ treo nó trên tàu hải quân. Các chính phủ sau này của Chris Watson vào năm 1904 và Andrew Fisher vào năm 1910 không vui với thiết kế, muốn thêm đặc biệt và thêm biểu thị sự đoàn kết của người Úc.

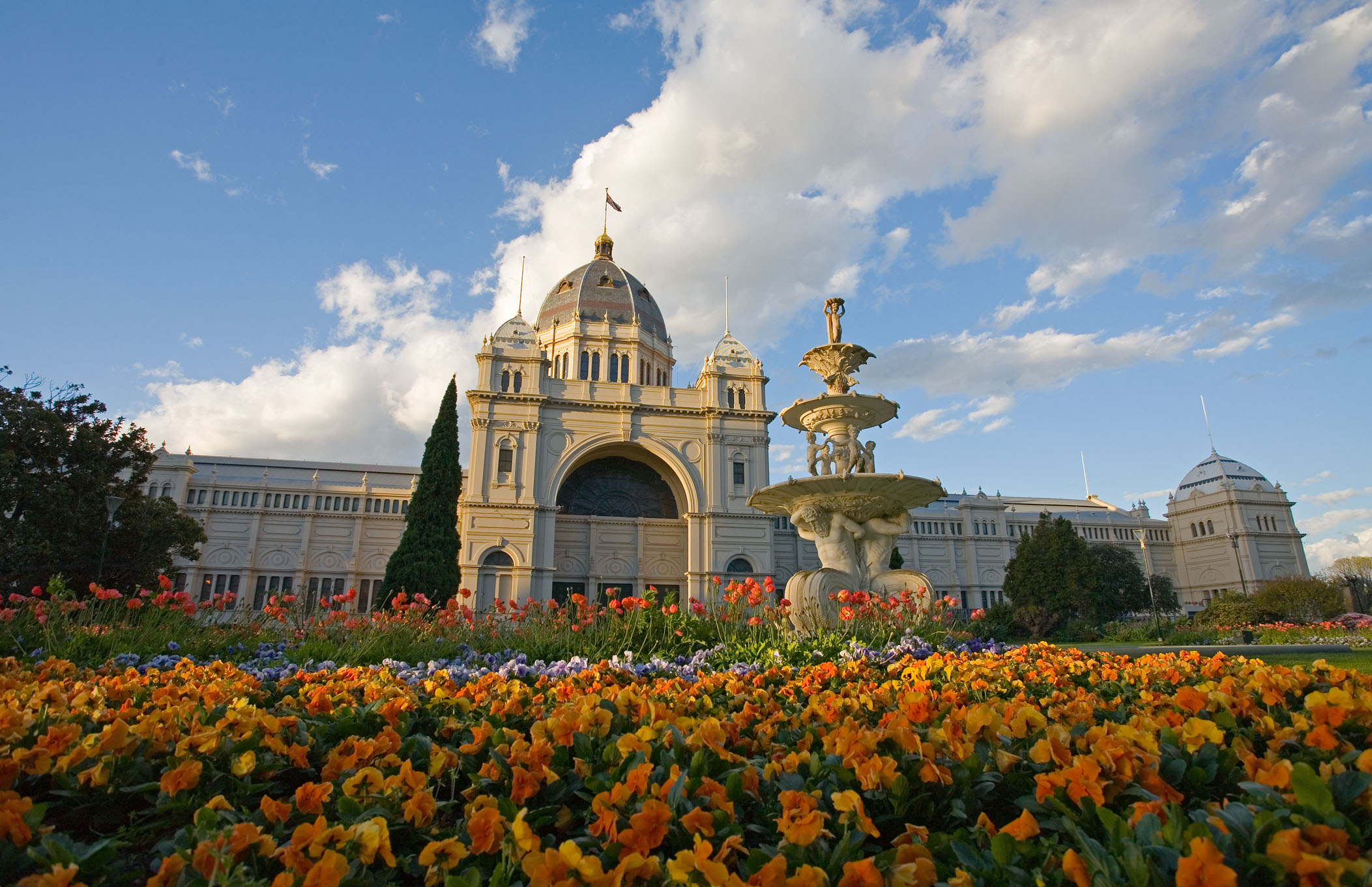
Tòa nhà Triển lãm Vương thất, Melbourne. Nơi đầu tiên quốc kỳ Úc bay.

Ngày 3 tháng 9 năm 1901, quốc kỳ mới của Úc được bay lần đầu tiên trên đỉnh vòm của Tòa nhà Triển lãm Vương thất tại Melbourne. Tên của những người cùng chiến thắng được Hersey, Bá tước phu nhân xứ Hopetoun (phu nhân của Toàn quyền Bá tước John Hope xứ Hopetoun) công bố và bà phất quốc kỳ lần đầu tiên. Từ năm 1996, ngày này được chế định chính thức là ngày Quốc kỳ Úc.
Một phiên bản giản hóa của thiết kế giành chiến thắng được trình lên Quốc hội Anh vào tháng 12 năm 1901. Thủ tướng Anh Edmund Barton công bố trên Commonwealth Gazette rằng Quốc vương Edward VII đã chính thức công nhận thiết kế là Quốc kỳ Úc vào ngày 11 tháng 2 năm 1903. Phiên bản này cải biến toàn bộ sao thành bảy cánh trừ sao nhỏ nhất, và tương tự với thiết kế hiện hành ngoại trừ sao Thịnh vượng chung sáu cánh.

#### Lam hay Hồng thuyền kỳ?
Hồng thuyền kỳ là hiệu kỳ duy nhất các cá nhân công dân có thể treo trên đất liền. Theo quan niệm truyền thống của Anh, Lam quyền kỳ dành cho Chính phủ Thịnh vượng chung sử dụng, và các chính phủ cấp bang và địa phương, các tổ chức tư nhân và cá nhân đều sử dụng Hồng thuyền kỳ. Một ví dụ là nhà thám hiểm Hubert Wilkins cắm một hồng thuyền kỳ tại châu Nam Cực. Bức vẽ chính thức của buổi lễ khánh thành của Tòa nhà Quốc hội Úc cũ vào năm 1927 thể hiện Hồng thuyền kỳ và Hiệu kỳ Liên minh được treo. Tuy nhiên, một bản in đá của một họa sĩ vô danh mô tả chỉ có lam thuyền kỳ được treo. Septimus Power với vai trò là họa sĩ được ủy quyền có thể ưa chuộng màu đỏ vì hiệu ứng gây ấn tượng mạnh hoặc do nó là hệu kỳ mà công chúng Úc mong chờ để sử dụng.
Bất chấp các tuyên bố của nhánh hành pháp về vai trò tương ứng của hồng, bạch và lam thuyền kỳ, song vẫn tồn tại một số nhầm lẫn cho đến khi Đạo luật các Hiệu kỳ 1953 tuyên bố Lam thuyền kỳ là quốc kỳ, và Hồng thuyền kỳ là hiệu kỳ của thương thuyền Úc. Các hồng thuyền kỳ tiếp tục được sử dụng trong các cuộc diễu hành ngày Anzac trong thập niên 1960.
Về mặt kỹ thuật, các thuyền tư nhân phi thương mại có khả năng bị phạt tiền nếu chúng không treo Hồng thuyền kỳ Anh. Tuy nhiên, một lệnh của Bộ Hải quân Anh ban hành vào ngày 5 tháng 12 năm 1938, cho phép các thuyền này treo Hồng thuyền kỳ Úc. Đạo luật Đăng ký tàu 1981 tái xác nhận rằng Hồng thuyền kỳ Úc là cờ thích hợp đối với các thương thuyền có chiều dài trọng tải trên 24 mét (79 ft).
Do ngày 3 tháng 9 cũng được công bố là ngày Hải quân Thương thuyền vào năm 2008, hồng thuyền kỳ có một trở lại hạn chế trên bộ, có thể được treo cạnh quốc kỳ Úc trong dịp này như một nội dung của lễ nghi.

### Thay thế Hiệu kỳ Liên minh
Lam thuyền kỳ thay thế Hiệu kỳ Liên minh tại Thế vận hội tại St Louis vào năm 1904. Trong cùng năm, do vận động của nghị sĩ Richard Crouch, nó có địa vị tương tự như Hiệu kỳ Liên minh tại Anh, khi Thứ dân viện tuyên bố rằng Lam thuyền kỳ "nên được treo trên tất cả công sự, tàu, địa điểm hoan nghênh và tòa nhà công cộng của Thịnh vượng chung khi các hiệu kỳ được sử dụng". Chính phủ chấp thuận treo Lam thuyền kỳ trong những ngày treo cờ đặc biệt, song không thực hiện nếu nó có nghĩa là thêm chi phí. Lam thuyền kỳ chỉ có thể được treo trên một tòa nhà chính phủ cấp bang nếu không có hiệu kỳ bang đó.
Ngày 2 tháng 6 năm 1904, một nghị quyết được Quốc hội Úc thông qua để thay thế Hiệu kỳ Liên minh bằng Quốc kỳ Úc trên các công sự. Ban đầu, Bộ Quốc phòng kháng cự việc sử dụng Quốc kỳ, xem nó là một hiệu kỳ hàng hải và tán thành các Điều lệ của Quốc vương mà theo đó định rõ việc sử dụng Hiệu kỳ Liên minh. Sau khi tiếp xúc với Bộ Quốc phòng, Thủ tướng Chris Watson phát biểu tại Quốc hội rằng ông không thỏa mãn với thiết kế của Quốc kỳ Úc và rằng thi hành nghị quyết 1904 có thể phải chờ cho đến khi cân nhắc chọn một quốc kỳ khác thích hợp hơn. Năm 1908, lệnh số 58/08 của Lục quân Úc viết rằng Hiệu kỳ Úc thay thế Hiệu kỳ Liên minh trong toàn bộ tổ chức quân sự. Từ năm 1911, nó là cờ chào của Lục quân Úc trong mọi buổi duyệt binh và diễu hành nghi lễ.
Hải quân Hoàng gia Úc (RAN) được công bố vào ngày 5 tháng 10 năm 1911 và được chỉ thị treo Bạch thuyền kỳ Anh ở phía đuôi tàu và Quốc kỳ Úc trên cột buồm treo cờ. Bất chấp chính phủ muốn sử dụng Lam thuyền kỳ trên các chiến hạm của Úc, các sĩ quan tiếp tục treo Hiệu kỳ Liên minh, và phải đến năm 1913, sau kháng nghị công cộng tại Fremantle sau khi nó được sử dụng để duyệt tàu HMAS Melbourne, thì chính phủ mới "nhắc nhở" họ về pháp chế 1911. Bạch thuyền kỳ Anh cuối cùng bị thay thế bằng một Bạch thuyền kỳ Úc đặc sắc vào ngày 1 tháng 3 năm 1967.
Bất chấp quốc kỳ Úc mới được sử dụng chính thức, từ năm 1901 cho đến thập niên 1920, Hiệu kỳ Liên bang vẫn là hiệu kỳ Úc phổ biến nhất đối với công chúng và thậm chí là một số sự kiện chính thức. Nó được trưng tại Hội nghị các thủ tướng cấp bang 1907 tại Melbourne và chuyến công du năm 1927 đến Úc của Công tước và Công tước phu nhân xứ York, Quốc vương George VI và Vương hậu Elizabeth tương lai.
Trong thập niên 1920, tồn tại tranh luận về có chăng Lam thuyền kỳ chỉ dành riêng cho các tòa nhà Thịnh vượng chung, cực độ trong một hiệp định năm 1924 rằng Hiệu kỳ Liên minh nên được ưu tiên như Quốc kỳ. Do Hiệu kỳ Liên minh được công nhận là Quốc kỳ, sẽ bị cho là không trung thành nếu treo một thuyền kỳ nào mà không có Hiệu kỳ Liên minh bên cạnh, và Hiệu kỳ Liên minh được phủ lên quan tài của các binh sĩ Úc tử chiến.

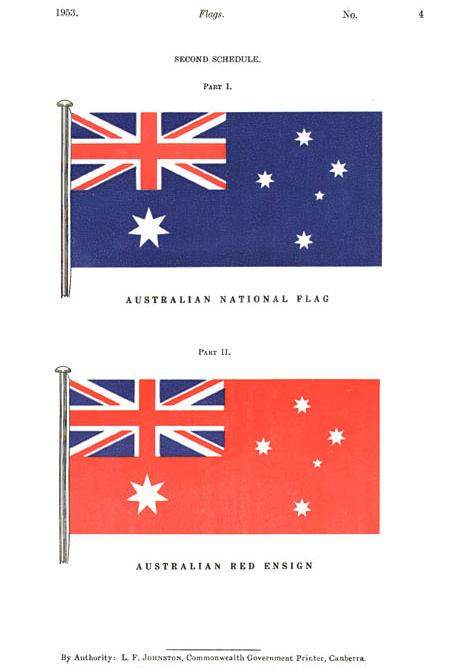
Đạo luật các Hiệu kỳ 1953 quy định Lam thuyền kỳ là Quốc kỳ Úc và Hồng thuyền kỳ là hiệu kỳ thương thuyền.

Năm 1940, chính phủ Victoria thông qua pháp chế cho phép các trường học được kéo Lam thuyền kỳ, do đó cho phép cá nhân công dân sử dụng nó. Thủ tướng Úc Robert Menzies sau đó khuyến khích các trường học, tòa nhà chính phủ và công dân cá nhân sử dụng Lam thuyền kỳ, đưa ra một phát biểu vào năm sau cho phép người Úc sử dụng cả hai thuyền kỳ với điều kiện là phải đối xử tôn kính. Thủ tướng Ben Chifley đưa ra một phát biểu tương tự vào năm 1947.
Ngày 4 tháng 12 năm 1950, Thủ tướng Robert Menzies tuyên bố Lam thuyền kỳ là Quốc kỳ và đến năm 1951 Quốc vương George VI phê chuẩn đề nghị của Chính phủ Úc.
Tình trạng này được chính thức hóa vào ngày 14 tháng 2 năm 1954, khi Nữ vương Elizabeth II ngự chuẩn Đạo luật các Hiệu kỳ 1953, nó được Quốc hội Úc thông qua hai tháng trước đó. Ngự chuẩn của quân chủ xảy ra đồng thời với chuyến công du của bà đến Úc và đến sau khi bà khai mạc kỳ họp mới của Quốc hội. Đạo luật trao quyền hạn luật định cho Toàn quyền được quy định các hiệu kỳ của Úc và cấp quyền và lập điều lệ về sử dụng các hiệu kỳ. Điều 8 đảm bảo rằng quyền của một cá nhân được treo Hiệu kỳ Liên minh không bị tác động theo luật.
Nam Úc lựa chọn tiếp tục sử dụng Hiệu kỳ Liên minh làm Quốc kỳ cho đến năm 1956, khi các trường học tùy chọn sử dụng một trong hai Hiệu kỳ Liên minh hoặc Quốc kỳ Úc. Hiệu kỳ Liên minh vẫn được nhiều người Úc xem là Quốc kỳ trong thập niên 1970, điều này thúc đẩy chiến dịch của Arthur Smout kéo dài từ năm 1968 đến năm 1982 nhằm khuyến khích người Úc ưu tiên Quốc kỳ Úc.
Đến giữa thập niên 1980, Chính phủ Thịnh vượng chung không còn nhắc nhở người Úc rằng họ có quyền treo Quốc kỳ Liên minh cạnh Quốc kỳ hoặc cung cấp minh họa về cách trưng bày chính xác chúng với nhau.
Năm 1998, Đạo luật các Hiệu kỳ được sửa đổi nhằm quy định rằng bất kỳ cải biến quốc kỳ nào cũng cần phải được tán thành thông qua trưng cầu dân ý, trong đó phải cung cấp lựa chọn quốc kỳ hiện tại bên cạnh bất kỳ thiết kế thay thế nào. Tuy nhiên, yêu cầu về một cuộc trưng cầu dân ý không rằng buộc trong Quốc hội, cơ cấu này cần phải sửa Đạo luật các Hiệu kỳ để cải biến thiết kế.

## Ngày Quốc kỳ
Năm 1996, Toàn quyền William Deane ban một tuyên bố công nhận lễ kỷ niệm ngày Quốc kỳ Úc hàng năm, được tổ chức vào 3 tháng 9. Các lễ kỷ niệm ngày Quốc kỳ xuất hiện tại Sydney từ năm 1985. Chúng được nhà kì xí học John Christian Vaughan khởi xướng nhằm kỷ niệm dịp đầu tiên quốc kỳ được treo vào năm 1901. Vào ngày Quốc kỳ, các lễ kỷ niệm được tổ chức trong trường học, các trung tâm chính, và Toàn quyền, các thống đốc cùng một số chính trị gia tham dự hoặc tiến hành phát biểu trên truyền thông.

## Hiệu kỳ thế kỷ
Vào lễ kỷ niệm một thế kỷ ngày đầu tiên treo quốc kỳ, vào 3 tháng 9 năm 2001, Hiệp hội Quốc kỳ Úc trình lên Thủ tướng một hiệu kỳ với mục đích để thay thế hiệu kỳ nguyên bản bị thất lạc. Hiệu kỳ này không phải là một bản sao của hiệu kỳ nguyên bản khi sao Thịnh vượng chung chỉ có sáu cánh, mà là một Quốc kỳ Úc hiện tại với một sao Thịnh vượng chung bảy cánh. Hiệu kỳ có một dải buộc đầu đặc biệt, gồm một sọc đỏ thắm và câu viết

Hiệu kỳ thế kỷ. Trình lên Thủ tướng Úc John Howard nhân danh dân chúng Úc bởi Hiệp hội Quốc kỳ Úc vào ngày 3 tháng 9 năm 2001 tại Tòa nhà Triển lãm Vương thất, Melbourne để kỷ niệm lần đầu tiên treo Quốc kỳ Úc vào 3 tháng 9 năm 1901 với sự tham dự của Thủ tướng Úc Edmund Barton.
Một lệnh cho phép sử dụng Hiệu kỳ Thế kỷ theo điều 6 của Đạo luật các Hiệu kỳ được Toàn quyền ban hành và hiệu kỳ nay được sử dụng làm hiệu kỳ chính thức trong các dịp quan trọng. Chúng bao gồm khai mạc Quốc hội khóa mới và khi các nguyên thủ quốc gia đến thăm. Hiệu kỳ này được vận chuyển toàn quốc để treo tại mọi bang và lãnh thổ. Sau đó nó được sử dụng vào ngày Hồi tưởng năm 2003 để khánh thành Đài kỷ niệm Chiến tranh Úc tại Hyde Park, Luân Đôn.

## Các hiệu kỳ Úc khác
Theo Điều 5 của Đạo luật các Hiệu kỳ 1953, Toàn quyền có thể công bố các hiệu kỳ khác Quốc kỳ và Hồng thuyền kỳ là các hiệu kỳ của Úc. Năm hiệu kỳ được chỉ định theo cách này. Đầu tiên là Hiệu kỳ Hải quân Hoàng gia Úc và Hiệu kỳ Không quân Hoàng gia Úc. Lục quân Úc không có quân kỳ riêng, được trao nhiệm vụ lễ nghi bảo vệ Quốc kỳ. Không quân và Hải quân treo các hiệu kỳ Anh thích hợp (Bạch thuyền kỳ và Quân kỳ Không quân Hoàng gia) cho đến khi sử dụng các hiệu kỳ tương tự dựa trên Quốc kỳ Úc lần lượt vào năm 1948 và 1967. Các hiệu kỳ hiện tại của Hải quân và Không quân lần lượt được thông qua vào năm 1967 và 1982.
Năm 1995, Hiệu kỳ dân Nguyên trú và Hiệu kỳ dân đảo eo biển Torres cũng được chế định là các hiệu kỳ của Úc. Trong khi chủ yếu được nhìn nhận như một cử chỉ hòa giải, sự công nhận này gây một số lượng nhỏ tranh luận vào đương thời, với việc lãnh đạo đối lập John Howard mô tả nó là gây chia rẽ. Một số người Bản địa, như người thiết kế hiệu kỳ Harold Thomas, cảm thấy rằng chính phủ đang chiếm đoạt hiệu kỳ của họ, nói rằng nó "không cần bất kỳ sự công nhận thêm nào".
Hiệu kỳ lực lượng phòng thủ Úc được công bố vào năm 2000. Hiệu kỳ này được sử dụng để đại diện cho Lực lượng phòng thủ khi có hơn một quân chủng tham dự, như tại Học viện Quốc phòng Úc, và Bộ trưởng Quốc phòng.
Ngoài bảy hiệu kỳ được tuyên bố theo Đạo luật các Hiệu kỳ, còn có thêm hai hiệu kỳ Thịnh vượng chung, đó là Hiệu kỳ Hàng không dân dụng Úc, và Hiệu kỳ Hải quan Úc, tám hiệu kỳ phó vương và chín hiệu kỳ cấp bang và lãnh thổ được công nhận là các hiệu kỳ chính thức theo các cách khác.

## Tranh luận
Tồn tại các tranh luận không quá sôi nổi song dai dẳng về việc có nên loại bỏ Hiệu kỳ Liên hiệp khỏi góc phía trên bên trái của Quốc kỳ hay không. Tranh luận này bùng lên trong một số dịp, như giai đoạn ngay trước kỷ niệm 200 năm nước Úc vào 1988, và cũng trong nhiệm kỳ Thủ tướng của Paul Keating, người công khai ủng hộ một cải biến trong quốc kỳ và được trích dẫn nói rằng:
Tôi không tin rằng các biểu tượng và biểu hiện của chủ quyền đầy đủ của tính quốc gia Úc có thể hoàn chỉnh khi chúng ta có một quốc kỳ với quốc kỳ của một quốc gia khác trên góc của nó.
Tồn tại hai nhóm vận động liên quan đến tranh luận quốc kỳ: Ausflag (khoảng 1981) ủng hộ cải biến quốc kỳ, và Hiệp hội Quốc kỳ Úc (ANFA) (khoảng 1983) muốn duy trì quốc kỳ hiện tại. Những lập luận chủ yếu để giữ quốc kỳ dẫn về ưu tiên lịch sử, trong khi lập luận của phe muốn cải biến dựa quanh quan điểm rằng quốc kỳ hiện hành không miêu tả chính xác tình trạng của Úc là một quốc gia độc lập và đa văn hóa, và thiết kế của nó cũng không độc nhất đủ để dễ dàng phân biệt với các quốc kỳ tương tự, như quốc kỳ New Zealand, Quần đảo Cook và Tuvalu. Sự tương đồng giữa quốc kỳ Úc và các quốc kỳ khác thường bắt nguồn từ một lịch sử thuộc địa chung.
Chính phủ Liên minh dưới quyền John Howard vào năm 1996 chính thức công nhận lễ kỷ niệm ngày Quốc kỳ Úc, năm 1998 bảo trợ một tu chính Đạo luật các Hiệu kỳ nhằm yêu cầu bất kỳ cải biến đối với thiết kế quốc kỳ nào cần phải được thông qua một cuộc bỏ phiếu toàn dân, theo cách bỏ phiếu bầu quốc ca vào năm 1977.
Chiến dịch vận động của Ausflag nhằm cải biến quốc kỳ gắn với các sự kiện quốc gia, như Thế vận hội Mùa hè 2000, và tổ chức các cuộc thi thiết kế quốc kỳ, trong khi các hoạt động của ANFA bao gồm xúc tiến quốc kỳ hiện tại thông qua các sự kiện như ngày Quốc kỳ.